# Jean Marguerite Bachelier
Pour les articles homonymes, voir Bachelier.
Jean Marguerite Nicolas Bachelier est un magistrat, notaire et homme politique français, né le 4 décembre 1751 à Nantes où il est mort le 10 août 1843.

## Biographie
Né le 4 décembre 1751 à Nantes, dans la paroisse de Sainte-Croix, Jean Marguerite Bachelier est issu d'une ancienne famille bourgeoise.
Fils Jean Bachelier, sieur du Préclos, procureur au siège présidial et comté de Nantes, et de Marie Grégoire, il se destine à l'état ecclésiastique et reçoit la première tonsure en décembre 1771, avant de renoncer à la suite du décès de son frère aîné. Il succède à son père et se marie en avril 1781 avec Angélique Julienne Duporteau, fille de Pierre Duporteau, capitaine de navire, et de Julienne Charuau. À ses fonctions de procureur, il ajoute la charge de notaire dans le fief de l'évêque, appelé le fief des Reguaires.
Dès sa formation, il adhère à la société des amis de la Constitution. En 1792, il fonde le club des cordeliers de Nantes.
En novembre 1792, il est élu à la municipalité de Nantes.
Lorsqu’éclate la guerre de Vendée, un comité central est créé le 13 mars à Nantes ; notable de la ville, il est appelé par la municipalité de la commune à y siéger. Le 11 octobre 1793, ce comité est aboli et remplacé par un comité révolutionnaire de surveillance par les représentants Philippeaux, Gillet et Ruelle, en vertu du décret du 25 septembre précédent. Avec l'évêque Minée, Bachelier est le seul des membres du premier comité à être maintenu en place.
Arrêté avec les autres membres du comité, il est jugé avec eux par le tribunal révolutionnaire de Paris entre octobre et décembre 1794. Acquitté, il se retire à Nantes, dans une maison qu'il avait fait construire dans les faubourgs avant la Révolution et où il vit dans l'isolement jusqu'à son décès à près de quatre-vingt-douze ans, le 10 août 1843, quinze ans après sa femme.
Ses seuls moyens d'existence étaient une rente viagère de 1 100 francs, produit de l'aliénation de son patrimoine, amoindri pendant la Révolution. Après son décès, la vente de son mobilier ne s'est élevée qu'à 500 francs.
Croyant, il a toute sa vie professé du respect pour la religion, les Évangiles étant pour lui synonyme de liberté et d'affranchissement.
Charles Dugast-Matifeux a rédigé sa notice biographique, parue dans le National de l'Ouest le 13 septembre 1843, puis, avec quelques augmentations, dans le Nantais almanach de 1847.

## Œuvres
- Mémoire pour les acquittés par le jugement du tribunal révolutionnaire séant à Paris, le 26 frimaire an III de la République, Angers, Imprimerie de Jahyer et Geslin, an III (1795), in-8°, 48 pages.
- Dialogue entre un royaliste et un patriote de 89, servant de supplément au mémoire des Nantais acquittés par le jugement, etc., Angers, Imprimerie de Jahyer et Geslin, an IV (1795), in-8°, 16 pages.
- Cantiques et paraphrases d'hymnes de l'Église, en vers français, manuscrit.